# ほんやくコンニャク
- ほんやくコンニャク
- ほん訳コンニャク
- ホンヤクコンニャク
- 翻訳コンニャク

ほんやくコンニャク（ほん訳コンニャク、ホンヤクコンニャク、翻訳コンニャク）は、藤子・F・不二雄の漫画『ドラえもん』「ゆうれい城へ引っこし」（てんとう虫コミックス第12巻に収録）他に登場するひみつ道具。

## 概要
外観や食感はまさにコンニャクそのもの。これを食べると、あらゆる言語を自国語として理解できるようになる。自分が話す言語は、相手が使用する言語に自動的に翻訳されるため、言葉の通じなかった相手と自由に会話できる。いわば食べる翻訳機。また、口を持たないために本来は食べることのできないロボットにも、その上に乗せることで、ロボットに食べさせたときと同じ効果を得る（『のび太と鉄人兵団』のジュド（ザンダクロス）の頭脳回路）。少しの量でも効果を発揮するが、食べた量による効果の持続時間は不明だが、作中の最長持続時間は『のび太の魔界大冒険』の1カ月（映画では8日）間持続している。『新・のび太と鉄人兵団』では、ジュド（ザンダクロス）の頭脳とほんやくコンニャクを「おはなしボックス」に入れ、ヒヨコの形に変身。同時にインストールしたほんやくコンニャクの効力で摂取時と同様に話すことができるようになった。
他言語を使用する相手と会話する際は、相手に食べさせても、自分が食べても、同様の効果を発揮する。食べさせる場合は相手側の言語が自分側の言語に聞こえ、理解できるようになる。ドラえもんだけが食べた場合があり、この場合は食べた者だけ相手の言語を理解できるようになるので、他言語使用者と話すときは相手側の言語で、のび太らと話すときは自分側の言語になる（説話対象者に対する言語となる。「ゆうれい城へひっこし」では、ドイツ語を話すドラえもんにのび太が驚く描写がある）。
会話だけでなく、あらゆる言語で書かれた文章を読むこともできる。さらには地球人の言語のみにとどまらず、動物、宇宙人、ロボットなどの言語も翻訳できるなど、用途は広い。また、弥生時代といった古い言語についても対応している。しかし、作品によっては翻訳出来ていない言語も存在している（『のび太と竜の騎士』のナンジャ族など）。『ドラえもん のび太の魔界大冒険』でコンニャクを食べた美夜子がネコの姿で人間の言葉をしゃべれるようになったが、魔界歴程の秘術文字の解読はしないまま未解読部分をのび太に託している（その後、ドラミが出したコンニャクでのび太が解読に成功している）。
異世界への旅を主とした大長編ドラえもん、ドラえもん映画作品ではとくに欠かせない道具。登場しない作品もあるが、ほとんどの作品で重要な役割を果たしているといえる。
大長編『のび太の大魔境』では1つのコンニャクで１人前とされており、原作でも天井裏の宇宙戦争でドラえもんがのび太の分と合わせて二つ出してる場面がある。その一方で大長編『のび太の南海大冒険』では食べかけでも効果を発揮している。
なお、ドラえもんの世界においては当道具を使用しなくても言葉の通じる異界人も数多く登場していて、映画に登場する宇宙人とは『ドラえもん のび太の宇宙英雄記』に登場するアロン以外とは基本的にすべて言葉が通じている（前述のピリカ星人についてはパピ以外は言葉が通じている）。
アメリカ版では、「Translation Gummy」（トランスレーション ガミー）とよばれている。

## 味付きバージョン
普段ドラえもんが出す当道具は無味だが、味付きバージョンも存在する。VHS「映画ドラえもん ひみつ道具館 第2巻 どこでもドア編」にて、数バージョンの味があることが確認されているが、ドラえもん曰く「味付きは高いからめったに買えない」とのこと。
ほんやくコンニャクお味噌味
『のび太の日本誕生』に登場する。古代中国人のククルに使用した。また、テレビアニメ第2作2期「まあまあ棒」（2005年6月24日放送）では、ドラえもんがこの道具を出している。
ほんやくコンニャク青のり風味
テレビアニメ第2作第1期「ドラミちゃん登場! のび太の海底大冒険」（2003年4月5日放送、レンタル専用VHS『ドラえもん テレビ版スペシャル特大号』春の巻6に収録）に登場する。海の生物たちと会話するためにドラミが出した。
ほんやくコンニャクアイス味
テレビアニメ第2作2期「雪男のアルバイト」（2007年11月16日放送）に登場する。道具名の表記は、本放送時のテロップでは「翻訳こんにゃくアイス味」、公式サイト掲載の「ひみつ道具カタログ」では「ほんやくコンニャクアイス味」としている。原作およびテレビアニメ第2作2期ではしばしば「ほんやくコンニャク」という表記で登場するため、ここでは公式サイト掲載の「ひみつ道具カタログ」での表記が適切だと判断した。
ウェルカム・ド・こんにゃく 田楽タイプ
「ようこそ！ 野比ホテルへ」（2011年4月29日放送）に登場する。こんにゃくに棒が付いたもの。外国の社長令嬢であるマリアに提供した。雰囲気を出すためにほんやくコンニャクの名前をフランス料理風に言っている。名称の表記は字幕放送による。
ほんやくコンニャク醤油味
『新・のび太の日本誕生』に登場する玉こんにゃく型のほんやくコンニャク（リメイク前のほんやくコンニャクお味噌味に該当する）。
VHS「映画ドラえもん ひみつ道具館 第2巻 どこでもドア編」でも、ドラえもんによって「しょうゆ味」の存在が言及されていたが、登場したのは『新・のび太の日本誕生』が初となる。
カレー味
VHS「映画ドラえもん ひみつ道具館 第2巻 どこでもドア編」にて、ドラえもんが「しょうゆ味」とともに、「カレー味」の存在に言及したが実物は登場しなかった。

## 関連品
ほんやくゼリー
『のび太の宇宙小戦争』に登場。ドラえもんの道具ではなく、ピリカ星における類似品。異星の言語を翻訳する作用を持つ。

## 関連事項
- ソースネクスト（2022年に翻訳機部門をポケトークに分社化）が2020年に、翻訳機「POCKETALK S」シリーズ専用ケースとして、ほんやくコンニャクをモチーフとしたポケトーク用のケースを発売した[3]。